# William Herschel
Sir Frederick William Herschel, nemško-angleški glasbenik, skladatelj in astronom, * 15. november 1738, Hannover, Hanover, † 25. avgust 1822, Slough pri Windsorju, grofija Berkshire, Anglija.

## Življenje in delo
Herschel se je rodil kot Friedrich (Friedrich) Wilhelm kot drugi sin v družini revnega oboista v Hanovrski vojaški godbi. Mali William se je že od mladih nog učil igrati na violino in oboo, oče Isaac pa je vzpodbujal tudi njegovo veselje do astronomije.
Leta 1753 se je pridružil očetu v vojaškem orkestru, kjer je igral do leta 1757. Po porazu nemške vojske pri Hastenbecku je oče postal vojni ujetnik, dva sinova William in Jakob pa sta leta 1756 odšla v Anglijo in od leta 1757 tam tudi ostala. Po vrsti manjših, priložnostnih zaposlitev je leta 1766 postal organist v cerkvi v Bathu, Somerset.
V Angliji se je začel resno zanimati za astronomijo. Leta 1773 je začel izdelovati prve refraktorje iz kupljenih leč. Najdaljši je imel goriščno razdaljo 9 m. Septembra 1773 je opazoval skozi zrcalni daljnogled Gregoryjevega tipa, ki je bil mnogo bolj priročen od dolgih refraktorjev. Navdušil se je nad njim in se odločil, da si ga tudi sam izdela. Kupil je vse potrebno orodje in nekaj na pol zbrušenih zrcal in se lotil dela. Prvi daljnogled, ki je bil zrcalni daljnogled Gregoryjevega tipa, mu ni uspel, toda drugi, zrcalni daljnogled Newtonovega tipa je imel odlično optiko. Z daljnogledom je opazoval Saturnove kolobarje in Orionovo meglico in njegovo navdušenje nad astronomijo je naraslo.
Vsa družina je leta 1774 sodelovala pri izgradnji zrcalnih daljnogledov Newtonovega tipa s premerom zrcal 110 mm in 230 mm z goriščnima razdaljama 2 m in 3 m. Williamu sta se med tem v Angliji pridružila sestra Caroline in mlajši brat Alex.
Herschel se je sistematično lotil opazovanja zvezd z namenom, da bi odkril takšno navidezno dvozvezdje, pri katerem bi bila ena zvezda zelo blizu Zemlje, druga pa mnogo bolj oddaljena. Na ta način bi lahko izmeril paralakso in s tem oddaljenost bližnje zvezde. Dvozvezdje je iskal zato, da bi lahko navidezno gibanje bližnje zvezde primerjal z mirujočo, bolj oddaljeno zvezdo.
Naprej je gradil zrcalne daljnoglede, v 15 letih je izbrusil okoli 400 zrcal raznih velikosti. Največji zrcalni daljnogled je imel premer zrcala 1220 mm in žariščno razdaljo 11,89 m. Ker je ponoči in podnevi tako neutrudno delal ni bilo nikomur jasno kdaj sploh spi.
Leta 1779 je prvič opazil e1 in e2 Lire, slavno dvojno-dvojno zvezdo z navideznima sijema 5,0m/6,1m in 5,2m/5,5m, ki leži manj kot dve stopinji severovzhodno od Vege.
Marca 1781 je pri svojih sistematičnih opazovanjih prišel do ozvezdja Dvojčkov. 13. marca je v zornem polju daljnogleda v bližini zvezde ζ Bika opazil telo, ki je za razliko od točkastih okoliških zvezd imelo razločno viden majhen disk. Telo se je navidezno premikalo med zvezdami in naslednjo noč je izmeril, da je spremenilo svojo lego za ločno minuto, kar je bilo dovolj za sklep, da je to član našega Osončja. Njegovo prvo mnenje je bilo, da je odkril nov komet in o svojem odkritju je napisal pismo tedanjemu angleškemu kraljevemu astronomu Maskelaynu in Hornsbyju, ki je bil profesor astronomije v Oxfordu. 26. aprila je na Kraljevo družbo naslovil poročilo Poročilo o kometu (Account of a comet). Kmalu se je pokazalo, kako odlično optiko ima Herschlov daljnogled. Hornsby novoodkritega telesa sploh ni videl s svojim daljnogledom, Maskelayne pa ga je opazil, ni pa mogel izmeriti njegovega navideznega gibanja med zvezdami. Zvezde v njegovem daljnogledu na Kraljevem observatoriju Greenwich so bile namreč tako šibke in razmazane, da jih je lahko opazoval le v popolnoma zatemnjenem okularju. Takoj ko je osvetlil nitni križ, da bi lahko meril premik telesa, zvezd ni bilo več videti. Nadaljnje meritve so pokazale, da ne gre za komet, temveč za nov planet, ki je skoraj dvakrat bolj oddaljen od Sonca kot Saturn in potrebuje kar 84 let za en obhod okoli Sonca. Takoj ko sta bila znana obhodna doba in razdalja od Sonca, so lahko izračunali, da je 5 ločnih sekund velik planet v resnici velikan, tretji po velikosti v našem Osončju. Tako je odkril v ozvezdju Dvojčkov Uran, ki je dobil ime po Saturnovem očetu.
Nadaljevanje zgodbe je kot v pravljici. Povabili so ga v London, da bi svoj daljnogled pokazal kraljevim astronomom in vsi so se strinjali, da je mnogo boljši od tistega, ki je bil postavljen v Greenwichu. Lepote nočnega neba je razkazal tudi kralju Juriju III., za katerega je kasneje izjavil »... da ima ostro oko in da je zelo užival ob opazovanjih.« Preko vplivnih prijateljev je prosil kralja, naj podpre njegova astronomska opazovanja. Prošnji so ugodili in ga leta 1782 imenovali za kraljevega astronoma (king's astronomer) z letno plačo 200 funtov. To je bilo sicer le pol toliko, kot je zaslužil v Bathu, a je službo sprejel in se preselil v London, saj se je lahko mirno posvetil opazovanju in izdelovanju večjih daljnogledov. Njegova dolžnost je bila edino ta, da je moral dovoliti članom kraljeve družine opazovati skozi njegove daljnoglede, kadar se jim je zahotelo. Z družino se je tega leta preselil v Datchet v Berkshiru. Leta 1785 se je zaradi vlažnih razmer preselil v Clay Hall v Old Windsor. Leto kasneje, 1786 so se preselili v znamenito Windsor Road v Sloughu. Hiša, sedaj imenovana, Observatory house ne stoji več.
Iz opazovanj velikega števila zvezd je leta 1783 nakazal obliko Galaksije in iz oblike ozvezdja Herkul potrdil lastno gibanje Osončja v smeri proti Herkulu. Tega leta je objavil delo O gibanju Sonca in Osončja.
Leta 1784 je objavil delo o naravi Marsovih polarnih kap.
Naravoslovec, geolog in aktivni pobudnik letenja z baloni Barthelemy Faujas de Saint-Fond (1741-1819) je leta 1784 obiskal Herschla. Njegov dnevnik nam nazorno prikazuje, kakšna sta bila Herschel in njegova sestra, obenem pa nam opisuje tudi vtise francoskega turista o Londonu 5 let pred francosko revolucijo:
»V petek, 13. avgusta (1784), sem skorajda vse dopoldne vpisoval in urejeval naravoslovne predmete, ki sem jih dobil v dar. Ob enih sem se v družbi grofa Andreanija in gospoda Thorntona s kočijo odpeljal v Kraljevo zvezdarno, ki je osem milj od našega domovanja, saj je ta na Howard Street, in to je stalo 19 funtov. V zvezdarni smo srečali večino članov Kraljeve družbe, ki so jo obiskali na kraljevo zahtevo, saj zvezdoslovje v Londonu zelo častijo, predvsem zaradi plovbe. Ta zvezdarna ima čudovito lego, saj stoji na precej visokem hribu nad najlepšim delom Temze in Londona. Množica ladij, ki skoraj povsem prekriva reko, jambori, ki jih ni mogoče ločiti od zvonikov, trije veliki mostovi čez Temzo, pogled na cerkev sv. Pavla ter mnogo zvonikov in raznovrstnih zgradb ustvari predstavo, ki je čudovita in izredna obenem. Zgradbe, ki sestavljajo zvezdarno, so preproste, niso razkošne in arhitektonsko lepe, sezidane so iz opeke, velikost, natančnost in raznolikost njenih naprav pa so res izvrstne. Vsi instrumenti so kar najbolj kakovostni. Gospod Maskelayne je bil tako ustrežljiv, da nam je zelo skrbno razkazal in razložil. Gospoda Aubert in Sancks sta nas seznanila z gospodom Herschlom, ki je nadvse slaven zaradi svojih daljnogledov in zvezdoslovnih odkritij in je bil med kraljevimi pooblaščenci na obisku zvezdarne. Bil sem kar se dar zadovoljen z gospodom Herschlom, ki je enako vljuden kakor moder in mi je dovolil, da ga obiščem v njegovi zvezdarni; tam naj bi v noči z nedelje na ponedeljek opazovala nebo. Ob četrti uri smo odšli obedovat v ugledno gostilno blizu zvezdarne in postregli so nas z obilno angleško večerjo. Sedel sem zraven gospodov Cavendisha in Blagdena in bilo je zelo veselo in pri mizi smo ostali do sedme ure, potem smo se preselili v sobo, tam sta nas čakala čaj in kava; kava je bila ostudna... Gospod Maskelayne je zmolil pred večerjo in po njej. Ti dve molitvi nista trajali dlje od minute. Povedali so mi, da je takšna navada na javnih mestih. V soboto, 14. avgusta, sem si ogledal balon, napihnjen z zrakom, ki so ga naredili pod vodstvom gospoda Scheldna, ki je spreten anatomist, in majorja Gardinnerja. Balon je bil platnen, premazan z nekim lakom, tako da je bil podoben povoščenemu platnu, ki mi sprva, ko so mi ga pokazali na vzorcih, ni bilo všeč, vendar sem mu manj ugovarjal, ko sem videl balon; njegov premer je bil 56 čevljev in bil je okrogel; med poskusi so ga dobro napolnili, toda na mojo pobudo so se odločili, da ga povečajo, da bo meril 80 čevljev, in ta poskus bomo naredili v petek... Zvezdarna gospoda Herschla je v podeželski hiši 20 milj od Londona. Tja sem prišel z grofom Andreanijem in gospodom Thorntonom ob desetih zvečer. Gospod Herschel je tedaj na vrtu ravno opazoval nebo in gospodična sestra je bila v salonu pred Flamsteedovim atlasom; zraven nje je bilo nihalo, kvadrant na iglo, in z bratom, ki je bil pri daljnogledih, se je sporazumevala s pomočjo nitke in si zapisovala opombe. To bratsko razumevanje, posvečeno abstraktnim znanostim, skrbna pozornost enega in drugega, njuna dejavnost, delovna vztrajnost, noči, ki jih drugo za drugo preživljata tako, da opazujeta nebo, je redek primer, za katerega bom zmeraj vesel, da sem mu bil priča. Zvezdarna gospoda Herschla sploh ni nad njegovo očarljivo podeželsko hišo, raje jo je postavil na trdnejše temelje, tako da nič ne more zamajati teh čudovitih naprav. Zvezdarna je na vrtu. Tam je moč videti sloviti daljnogled, s katerim je gospod Herschel odkril osmi planet, ki ga je imenoval po angleškem kralju, a so ga vsi evropski znanstveniki v en glas prekrstili v nesmrtnega Herschla 2. Teleskop, skozi katerega sem imel veselje dve uri gledati in opazovati barvaste zvezde, je dolg sedem čevljev, njegov premer pa je šest palcev in pol. Gospod Herschel mi je zatrdil, da je, preden ga je povsem dokončal, sam vlil in izdelal 200 zrcal. Temu teleskopu stoji ob boku teleskop, ki je dolg deset čevljev, in dva druga, ki sta široka 20 čevljev; premer enega izmed njiju meri 18 angleških palcev in tri četrt. Njegovo zrcalo tehta 150 funtov. Ta velikanska naprava stoji na tako preprostem in gibljivem mehanizmu, da ga povsem zlahka premika celo otrok. Nič ni bolj osupljivega kakor ta zvezdarna pod milim nebom. Kadar na primer gospod Herschel išče še tako majhno meglenico ali zvezdo, z vrta pokliče sestro in ta takoj pride k oknu in pogleda eno velikih na roko izdelanih preglednic, mu skozi okno zakliče 'blizu zvezde γ' ali 'proti Orionu' ali 'v tem ozvezdju', in res ni nič ganljivejšega in prijetnejšega od tega razumevanja in preprostega načina.«
V Uptonu se je leta 1788 poročil z Mary Pitt. Imela sta enega sina, Johna, ki se je rodil leta 1792 in se tudi ukvarjal z astronomijo.
Herschel je leta 1786 objavil katalog, v katerem je bilo 10.000 na novo odkritih meglic in zvezdnih kopic. Leta 1787 je odkril Uranov 3. in 4. satelit Titanijo in Oberon, leta 1789 pa Saturnov 1. (6.) in 2. (7.) satelit Mimas in Enkelad (Enceladus). Istega leta je objavil nov katalog, v katerem je bilo spet naslednjih 1.000 meglic in zvezdnih kopic, ter razdelal razvrstitev meglic. V naslednjih letih je objavil še celo vrsto astronomskih razprav: O naravi in sestavu Sonca in zvezd stalnic (1794), O daljnogledih in njihovi moči, ki prodira skozi prostor (1794), štiri razprave o nevidnih toplotnih žarkih v Sončevem spektru (1800), še en katalog s 500 novimi meglicami in zvezdnimi kopicami (1802), O smeri in gibanju Sonca (1805), Astronomska opazovanja o zgradbi neba (1811) in še druga.
Zaradi točnih meritev zemljepisne dolžine med Parizom in Greenwichem so ga leta 1787 obiskali Méchain, Jean-Dominique Cassini in Legendre.
Leta 1811 je postal predsednik Kraljeve astronomske družbe (Royal Astronomical Society) (RAS).

## Priznanja

### Nagrade
Kraljeva družba mu je za njegove znanstvene dosežke leta 1781 podelila Copleyjevo medaljo.

### Poimenovanja
Po njem se imenuje asteroid 2000 Herschel in udarni krater Herschel na Luni.